# Nabu-szuma-liszir
Nabu-szuma-liszir, Nabu-szum-liszir (akad. Nabû-šuma-līšir, Nabû-šum-līšir; tłum. „boże Nabu, niechaj synowi wiedzie się dobrze”) – babiloński książę, syn Nabopolassara (ok. 625-605 p.n.e.) i młodszy brat Nabuchodonozora II (604-562 p.n.e.). W czasie uroczystego pochodu z okazji rozpoczęcia przez Nabopolassara prac budowlanych przy ziguracie w Babilonie Nabu-szuma-liszir i Nabuchodonozor nieśli symboliczny kosz i motykę. Nabu-szuma-liszir wspomniany jest w jednej z kronik nowobabilońskich, przy opisie trzeciego roku panowania Nabuchodonozora II, w niejasnym z powodu uszkodzenia tekstu kontekście. Niektórzy uczeni postulują, iż fragment ten opisywać mógł jego udział w rebelii skierowanej przeciw bratu, co jest o tyle prawdopodobne, iż po 602 r. p.n.e. znika on z kart historii.